# Górny Śląsk (prowincja)

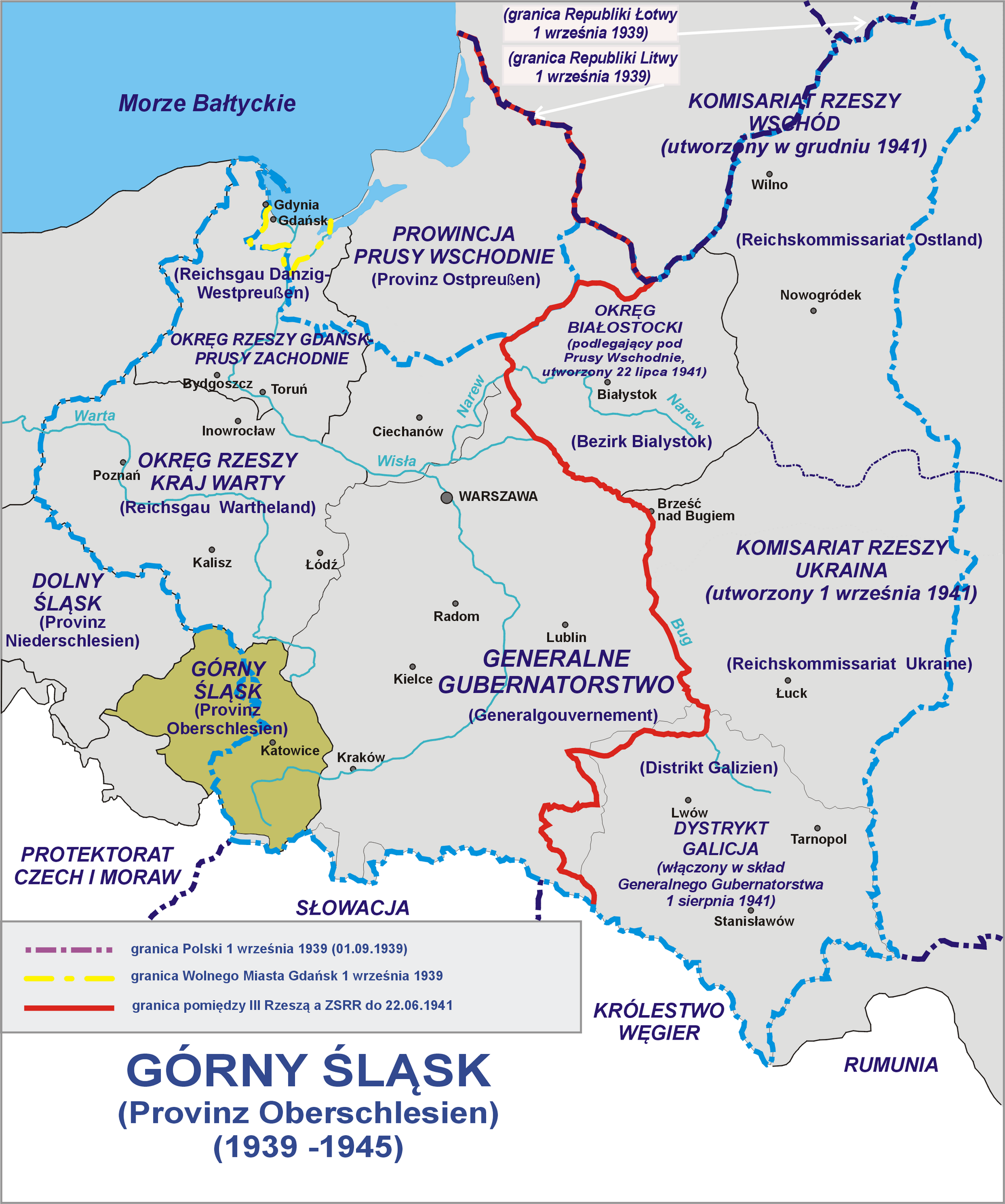
Górny Śląsk w latach 1939–1945 na tle ziem polskich okupowanych przez III Rzeszę

Prowincja Górny Śląsk (niem. Provinz Oberschlesien) – prowincja niemiecka utworzona w październiku 1919 roku przez władze Niemiec na terenach Górnego Śląska, które były wówczas pod władaniem Niemiec. Istniała w latach 1919–1938 i 1941–1945.

## Historia

### 1919–1938
Prowincja Górny Śląsk ze stolicą w Opolu powstała mocą ustawy z 14 października 1919 roku poprzez podniesienie ówczesnej rejencji opolskiej (która wraz z wrocławską i legnicką stanowiła prowincję Śląsk) do rangi oddzielnej, nowej prowincji. Prowincja została utworzona z interesu politycznego, przed plebiscytem ustanowionym na mocy traktatu wersalskiego, mającym zadecydować o przynależności państwowej tego terytorium. Stąd większość kompetencji nowej prowincji pozostała tymczasowo w gestii Zarządu Prowincjonalnego Dolny Śląsk we Wrocławiu, będącego bezpośrednią kontynuacją identycznego organu prowincji Śląsk. W wyniku plebiscytu i powstań śląskich dokonano podziału, przy państwie niemieckim pozostało od czerwca 1922 roku 91% pierwotnego obszaru tej prowincji. Po podziale Górnego Śląska 3 września 1922 roku w referendum ludowym w rejencji opolskiej odrzucono koncepcję utworzenia odrębnego górnośląskiego kraju związkowego w granicach tzw. Republiki Weimarskiej, przy bezwzględnej i zdecydowanej agitacji przeciw tej koncepcji „za” oddano tylko 9% głosów. Prowincja pozostała częścią kraju związkowego Prusy. Podział Górnego Śląska w 1922 roku spowodował utratę na rzecz Polski wschodnich powiatów lub ich części, które wraz z powiatami bielskim i cieszyńskim utworzyły autonomiczne województwo śląskie.
Od 1 czerwca 1926 roku do likwidacji w 1938 r. prowincja Górny Śląsk posiadała własny herb, zaprojektowany przez znanego niemieckiego heraldyka i grafika Otto Huppa. Herb (pole błękitne) symbolizował oderwanie części Górnego Śląska (uszczerbiony złoty orzeł bez ogona i szponów) oraz główne gałęzie gospodarki prowincji: rolnictwo (złote ostrze kosy) i górnictwo (złote pyrlik i żelazko).
W 1938 roku prowincja górnośląska została zlikwidowana, a jej teren włączono do odtworzonej prowincji Śląsk.

### 1941–1945

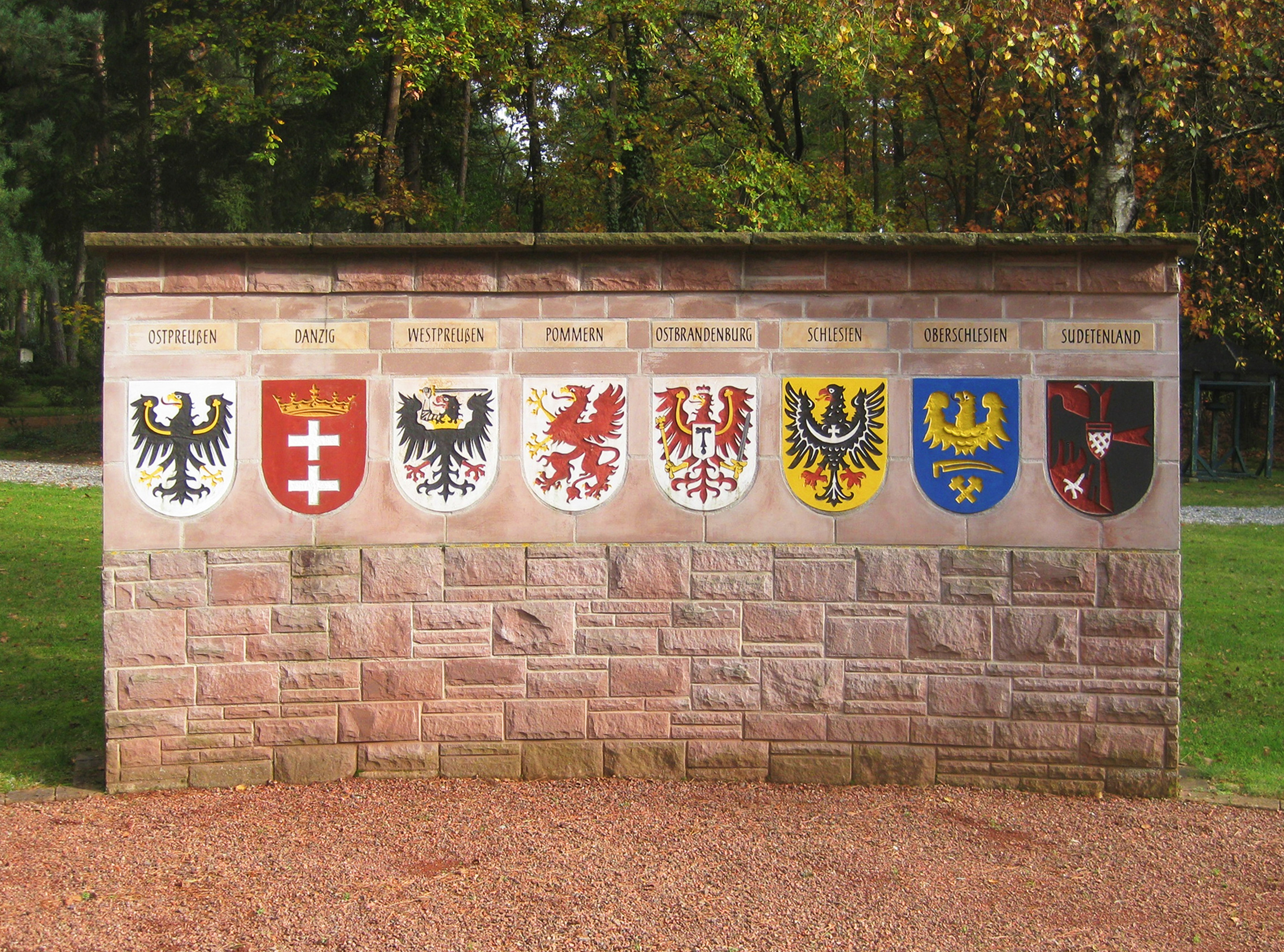
Cmentarz w Bielefeld. Herby ziem utraconych przez Niemcy po II wojnie światowej. Na rzecz Polski i ZSRR: Prusy Wschodnie, na rzecz Polski: Gdańsk, Prusy Zachodnie, Pomorze, Brandenburgia Wschodnia, Dolny Śląsk, Górny Śląsk i na rzecz Czechosłowacji: Kraj Sudetów

Po zajęciu polskiej części Górnego Śląska przez Niemców we wrześniu 1939 roku, władzę ustawodawczą i wykonawczą na tym terenie wykonywał od 4 września do 26 października 1939 roku Chef der Zivilverwaltung – Grenzschutz-Abschnitts-Kommando. W dniu 26 października 1939 roku utworzono Rejencję Katowicką, która 1 kwietnia 1940 roku została powiększona o powiaty miejskie Bytom, Gliwice i Zabrze oraz powiaty ziemskie bytomski i gliwicki z niemieckiej części Górnego Śląska.
W dniu 18 stycznia 1941 roku reaktywowano prowincję Górny Śląsk (Provinz Oberschlesien), a 1 lutego 1941 roku utworzono nowy okręg NSDAP Górny Śląsk (Gau Oberschlesien), którymi kierował Fritz Bracht, dzierżąc w jednym ręku władzę polityczną, z ramienia NSDAP (Gauleiter) i państwową (Oberpräsident). Prowincja Górny Śląsk ze stolicą w Katowicach dzieliła się na dwie rejencje: katowicką (11 powiatów ziemskich i 6 miejskich) i opolską (14 powiatów ziemskich i 3 miejskie). Obejmowała 9 nowych powiatów w porównaniu do okresu sprzed podziału Górnego Śląska w 1922 roku (będziński, bielski, blachowniański, chrzanowski, cieszyński, olkuski, Sosnowiec, zawierciański i żywiecki).
Oddzielny Związek Prowincjonalny Górny Śląsk w Katowicach (Provinzialverband) powstał dopiero 1 kwietnia 1942 roku. Do tego czasu samorząd na Górnym Śląsku sprawował Zarząd Prowincjonalny Dolny Śląsk we Wrocławiu (Provinzverwaltung). Na czele Zarządu Prowincjonalnego stał Nadprezydent (Oberpräsident) Oberpräsident der Provinz Oberschlesien, który miał władzę administracji samorządowej i państwowej oraz jednocześnie był władzą polityczną – partyjną prowincji, Kierownikiem (NSDAP) Gau (okręgu) (Gauleiter (der NSDAP) von Oberschlesien). Zastępcą nadprezydenta w sprawach samorządowych był starosta krajowy (Landeshauptmann), nazywany w polskim nazewnictwie również dyrektorem krajowym. Organem doradczym nadprezydenta była Rada Prowincjonalna (Provinzialrat), w której skład oprócz nadprezydenta wchodzili z urzędu mieszkający w prowincji radcy stanu, prezesi rejencji, starosta krajowy oraz osoby wytypowane spośród powiatowych kierowników (Kreisleiter) NSDAP. (Okręg) Gau Górny Śląsk (Gau Oberschlesien), Zarząd Prowincjonalny Górny Śląsk (Provinzverwaltung Oberschlesien), Związek Prowincjonalny Górny Śląsk (Provinzialverband Oberschlesien) i Rada Prowincjonalna Górny Śląsk (Provinzialrat Oberschlesien), pełniły funkcje do 1945 r., do zawojowania terytorium prowincji Górny Śląsk przez Armię Czerwoną.
Po przegraniu przez Rzeszę Wielkoniemiecką II wojny światowej zrealizowano postanowienia tzw. wielkiej trójki m.in. o przekazaniu tego regionu Polsce.

### Nadprezydenci prowincji górnośląskiej
- 1919–1922: Joseph Bitta, Zentrum
- 1923–1929: Alfons Proske, Zentrum
- 1929–1933: Hans Lukaschek, Zentrum
- 1933–1934: Helmuth Brückner, NSDAP[6]
- 1935–1938: Josef Wagner, NSDAP[6]
- 1941–1945: Fritz Bracht, NSDAP[6]

## Podział administracyjny

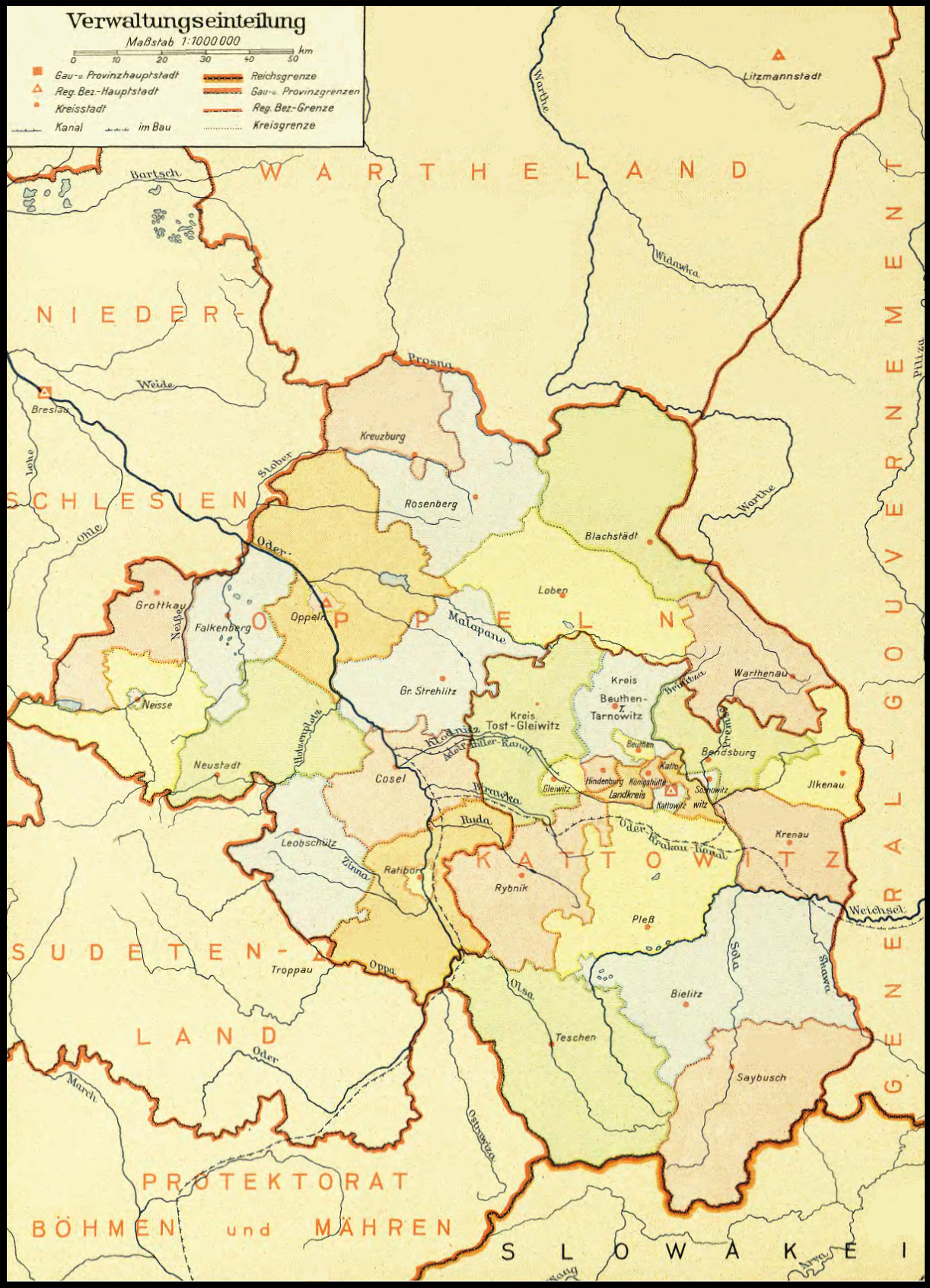
Podział administracyjny prowincji Górny Śląsk, mapa z 1943 roku

Prowincja Górny Śląsk była w okresie II wojny światowej podzielona w sposób następujący:
Powiaty miejskie – (Stadtkreise) (9)
- Bytom (Beuthen O.S.) – rejencja katowicka
- Gliwice (Gleiwitz) – rejencja katowicka
- Katowice (Kattowitz) – miasto prowincjonalne prowincji Górny Śląsk i miasto rejencyjne rejencji Katowice
- Królewska Huta (Königshütte O.S.) – rejencja katowicka
- Nysa (Neisse) – rejencja opolska
- Opole (Oppeln) – miasto rejencyjne rejencji Opole
- Racibórz (Ratibor) – rejencja opolska
- Sosnowiec (Sosnowitz) – rejencja katowicka
- Zabrze (Hindenburg O.S.) – rejencja katowicka

Powiaty ziemskie (Landkreise) (25)
- będziński (Bendsburg) – rejencja katowicka
- bielski (Bielitz) – rejencja katowicka
- blachowniański (Blachstädt) – rejencja opolska
- chrzanowski (Krenau) – rejencja katowicka
- cieszyński (Teschen) – rejencja katowicka
- bytomsko-tarnogórski (Beuthen-Tarnowitz) (z siedzibą w Tarnowskich Górach) – rejencja katowicka
- głubczycki (Leobschütz) – rejencja opolska
- grodkowski (Grottkau) – rejencja opolska
- katowicki (Kattowitz) – rejencja katowicka
- kluczborski (Kreuzburg) – rejencja opolska
- kozielski (Cosel) – rejencja opolska
- lubliniecki (Loben) – rejencja opolska
- niemodliński (Falkenberg O.S.) – rejencja opolska
- nyski (Neisse) – rejencja opolska
- oleski (Rosenberg O.S.) – rejencja opolska
- olkuski (Ilkenau) – rejencja katowicka
- opolski (Oppeln) – rejencja opolska
- prudnicki (Neustadt O.S.) – rejencja opolska
- pszczyński (Pleß) – rejencja katowicka
- raciborski (Ratibor) – rejencja opolska
- rybnicki (Rybnik) – rejencja katowicka
- strzelecki (wielkostrzelecki) (Groß Strehlitz) – rejencja opolska
- toszecko-gliwicki (Tost-Gleiwitz) (z siedzibą w Gliwicach) – rejencja katowicka
- zawierciański (Warthenau) – rejencja opolska
- żywiecki (Saybusch) – rejencja katowicka